# 코끼리땃쥐속
코끼리땃쥐속(Elephantulus)은 코끼리땃쥐과에 속하는 포유류 속의 하나이다.
다음 종을 포함하고 있다.
- 짧은코코끼리땃쥐 (Elephantulus brachyrhynchus)
- 케이프코끼리땃쥐 (Elephantulus edwardii)
- 검은발코끼리땃쥐 (Elephantulus fuscipes)
- 검은코끼리땃쥐 (Elephantulus fuscus)
- 부시벨트코끼리땃쥐 (Elephantulus intufi)
- 동부바위코끼리땃쥐 (Elephantulus myurus)
- 카루바위코끼리땃쥐 (Elephantulus pilicaudus)[2]
- 소말리아코끼리땃쥐 (Elephantulus revoili)
- 북아프리카코끼리땃쥐 (Elephantulus rozeti)
- 붉은코끼리땃쥐 (Elephantulus rufescens)
- 서부바위코끼리땃쥐 (Elephantulus rupestris)